# Maino
Jermaine Coleman, más conocido como Maino (Brooklyn, Nueva York; 21 de febrero de 1975), es un rapero estadounidense.

## Biografía
Tras varios lanzamientos de cintas y colaboraciones como invitado, Maino recibió una oferta de Universal Records. Sin embargo, el rapero decidió romper su acuerdo con el sello en 2007, ya que consideraba que no lo promocionaban lo suficiente. Más tarde firmó por Atlantic Records. Su primer sencillo extraído de su álbum debut, If Tomorrow Comes, fue "Hi Hater". Maino lanzó el remix oficial de la canción y para ello contó con la colaboración de T.I., Swizz Beatz, Plies, Jadakiss y Fabolous. Su siguiente sencillo fue "All the Above", con T-Pain, al que siguió "Million Bucks" producido por Swizz Beatz.
En 2008 Maino apareció en la banda sonora del videojuego Grand Theft Auto IV con su sencillo "Getaway Driver", que se incluye en la estación de radio ficticia The Beat 102.7.
El 29 de enero de 2010 Maino lanzó Unstoppable - EP en iTunes, que incluía cuatro nuevas grabaciones. El 9 de febrero, el disc jockey Funkmaster Flex estrenó el primer sencillo del nuevo álbum de Maino, The Day After Tomorrow, titulado "Bring It Back DJ" en Hot 97.

## Discografía

### Álbumes
- 2009: If Tomorrow Comes...
- 2010: The Day After Tomorrow[5]